# NGC 5879
NGC 5879 (другие обозначения — UGC 9753, MCG 10-22-1, ZWG 297.4, IRAS15084+5711, PGC 54117) — спиральная галактика в созвездии Дракон.
Этот объект входит в число перечисленных в оригинальной редакции «Нового общего каталога».
В галактике вспыхнула сверхновая SN 1954C. Её пиковая видимая звёздная величина составила 14,9.